# Espacio negativo

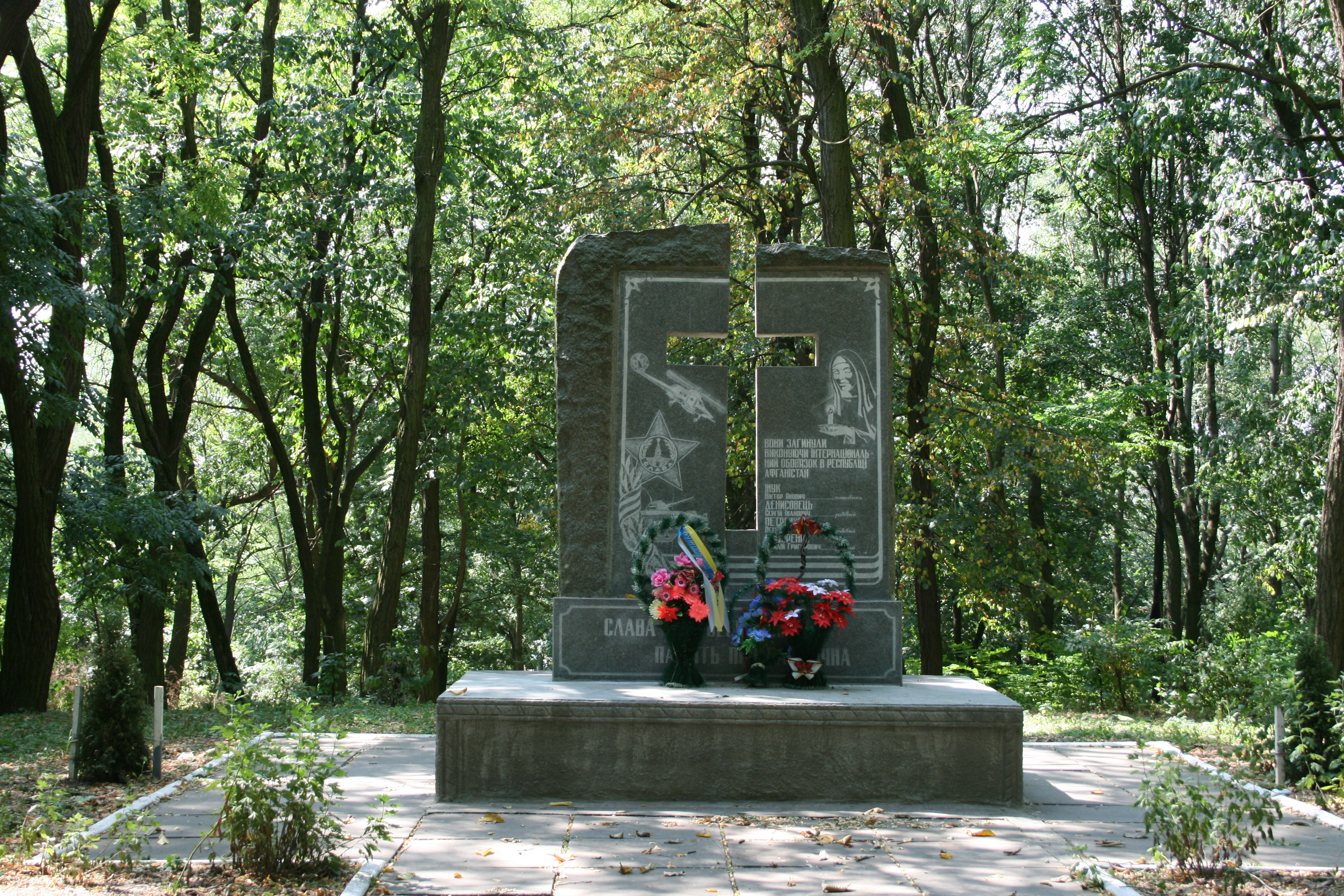
Monumento a la Guerra de Afganistán en Stavyshche, agosto de 2008

El espacio negativo, en el arte, es el espacio vacío alrededor y entre el sujeto (s) de una imagen. El espacio negativo puede ser más evidente cuando el espacio alrededor de un sujeto, no el sujeto en sí, forma una forma interesante o artísticamente relevante, y dicho espacio ocasionalmente se utiliza para el efecto artístico como el sujeto "real" de una imagen.

## Descripción general
El uso del espacio negativo es un elemento clave de la composición artística. La palabra japonesa "Ma" se usa a veces para este concepto, como por ejemplo, en el diseño de jardines. En una composición, el espacio positivo tiene más peso visual, mientras que el espacio circundante, que es menos importante visualmente, se ve como el espacio negativo.
En una imagen de dos tonos, en blanco y negro, un sujeto normalmente se representa en negro y el espacio a su alrededor se deja en blanco (blanco), formando así una silueta del sujeto. Invertir los tonos para que el espacio alrededor del sujeto se imprima en negro y el sujeto en sí se deje en blanco, sin embargo, hace que el espacio negativo sea evidente a medida que forma formas alrededor del sujeto. Esto se llama inversión figura-suelo.
En el diseño gráfico de materiales impresos o exhibidos, donde la comunicación efectiva es el objetivo, el uso del espacio negativo puede ser crucial. No solo dentro de la tipografía, sino en su colocación en relación con el conjunto. Es la base de por qué la tipografía en mayúsculas y minúsculas siempre es más legible que el uso de todas las letras mayúsculas. El espacio negativo varía alrededor de las letras minúsculas, lo que permite al ojo humano distinguir cada palabra rápidamente como un elemento distintivo, en lugar de tener que analizar cuáles son las palabras en una cadena de letras que presentan el mismo perfil general que en mayúsculas. El mismo uso juicioso del espacio negativo impulsa la efectividad de todo el diseño. Debido a la larga historia del uso de tinta negra en papel blanco, "espacio en blanco" es el término que se usa a menudo en los gráficos para identificar la misma separación.
Los elementos de una imagen que distraen del sujeto previsto, o en el caso de la fotografía, los objetos en el mismo plano focal, no se consideran espacio negativo. El espacio negativo se puede usar para representar un sujeto en un medio elegido al mostrar todo lo que rodea al sujeto, pero no el sujeto en sí. El uso del espacio negativo producirá una silueta del sujeto. La mayoría de las veces, el espacio negativo se usa como un fondo neutro o contrastante para llamar la atención sobre el sujeto principal, que luego se conoce como el espacio positivo. En fotografía, el espacio negativo también puede connotar un tipo de sombras llamadas sombras efímeras. Aquí, la iluminación se utiliza para expresar la existencia de un espacio invisible.

## Utilización
Considerar y mejorar el equilibrio entre el espacio negativo y el espacio positivo en una composición es considerado por muchos para mejorar el diseño. Este principio básico, pero a menudo pasado por alto, del diseño le da al ojo un "lugar para descansar", aumentando el atractivo de una composición a través de medios sutiles.
El uso del espacio negativo en el arte puede ser análogo al silencio en la música, pero solo cuando se yuxtapone con ideas musicales adyacentes. Como tal, hay una diferencia entre los silencios inertes y activos en la música, donde este último es más análogo al espacio negativo en el arte.
El espacio negativo en el arte, también conocido como "espacio aéreo", es el espacio alrededor y entre los objetos. En lugar de centrarse en dibujar el objeto real, para un dibujo de espacio negativo, el enfoque está en lo que hay entre los objetos. Por ejemplo, si uno está dibujando una planta, dibujaría el espacio entre las hojas, no las hojas reales. Esta técnica requiere que uno se olvide de un significado conceptual de un objeto y los obliga a observar a través de formas, en lugar de dibujar cómo pueden pensar que se ve un objeto.
En arquitectura, el uso del espacio negativo se traduce en la generación de ambientes vacíos que, por definición, son volúmenes creados dentro de materiales sólidos, ya sea por una acción directa sobre ese material, o bien porque se crea por diseño. Este hecho tiene sus referencias en las antiguas cuevas y en los sentimientos que provocaban en los que ocupaban esos espacios.
El espacio negativo se utiliza con ambigramas y teselaciones figura-suelo para mostrar palabras o imágenes en diferentes direcciones después de la simetría.